# Königsberg-klass (kryssare, 1905)
Königsberg-klassen var en klass av fyra lätta kryssare som byggdes för den tyska kejserliga flottan. Klassen bestod av fyra fartyg: SMS Königsberg, det ledande fartyget, SMS Nürnberg, SMS Stuttgart och SMS Stettin. Fartygen var en förbättring av den föregående Bremen-klassen, de var något större och snabbare och hade samma bestyckning bestående av tio 10,5 cm SK L/40-kanoner och två 45 cm långa torpedtuber.
De fyra fartygen gjorde omfattande insatser under första världskriget. Königsberg förde attackerade handelssjöfart i Indiska oceanen innan det fastnade i Rufijifloden och sänktes av brittiska örlogsfartyg. Hennes kanoner fortsatte dock att användas som ombyggda artilleripjäser för den tyska armén i Tyska Östafrika. Nürnberg ingick i den tyska östasiatiska eskadern och deltog i slaget vid Coronel och Falklandsöarna. Vid det förstnämnda sänkte hon den brittiska pansarkryssaren HMS Monmouth, och vid det sistnämnda sänktes hon i sin tur av kryssaren HMS Kent.
Stuttgart och Stettin förblev i tyska vatten under kriget och båda deltog i slaget vid Jylland den 31 maj och 1 juni 1916. De två kryssarna deltog i nattliga närstrider med den brittiska flottan, men ingen av dem skadades nämnvärt. Båda fartygen togs ur tjänst senare under kriget, Stettin för att tjäna som skolfartyg och Stuttgart för att omvandlas till en sjöflygplanstender 1918. Båda överlevde kriget och överlämnades till Storbritannien som krigsbyte; de skrotades i början av 1920-talet.